# ناتی داگ
ناتی داگ (به انگلیسی: Naughty Dog) (که تا پیش از سال ۱۹۸۹، با نام جم سافتور شناخته می‌شد) یک شرکت توسعه‌دهنده بازی‌های ویدئویی آمریکایی واقع در سانتا مونیکای کالیفرنیا است. این شرکت توسط اندی گاوین و جیسون روبین در سال ۱۹۸۴ به عنوان یک شرکت مستقل سازنده بازی تأسیس شد تا اینکه استودیو آن‌ها توسط سونی اینتراکتیو انترتینمنت در سال ۲۰۰۱ خریداری گردید.
ناتی داگ کراش باندیکوت را در ۳۱ اوت ۱۹۹۶ به‌طور انحصاری برای کنسول پلی‌استیشن منتشر ساخت و در سال‌های بعدی شروع به ساخت چندین ادامه شامل کراش باندیکوت ۲ در سال ۱۹۹۷ و کراش باندیکوت ۳: کژیدگی در سال ۱۹۹۸ برای این سری نمود. بعد از انتشار کراش تیم ریسینگ و آخرین بازی در این سری که توسط این شرکت ساخته شد، ناتی داگ شروع به ساخت سری جک و داکستر برای کنسول پلی‌استیشن ۲ نمود. این چهار قسمت از سری بازی‌های کراش باندیکوت جمعاً بیش از ۲۲ میلیون نسخه در سرتاسر جهان بفروش رفتند و همین مسئله باعث شد ناتی داگ به موفق‌ترین شرکت بازی‌سازی در آمریکا در نسل پنجم کنسول‌ها تبدیل شود. در ژانویه ۲۰۰۱ خبری مبنی بر خرید شرکت ناتی داگ توسط سونی منتشر شد. در سال ۲۰۰۴ جیسون روبین یکی از بنیانگذاران ناتی داگ این شرکت را ترک نمود تا به تنهایی بر روی بازی جدیدی به نام آیرن و میدن کار کند.
اولین بازی این شرکت برای کنسول پلی‌استیشن ۳، با نام آنچارتد: اقبال دریک بود که در سال ۲۰۰۷ منتشر شد و در ادامه آنچارتد ۲: درمیان دزدان در سال ۲۰۰۹، سومین قسمت با نام آنچارتد ۳: فریب دریک در نوامبر ۲۰۱۱ منتشر شد و آخرین قسمت در این سری به نام آنچارتد ۴: عاقبت یک دزد نیز در ۱۰ مه ۲۰۱۶ برای کنسول پلی‌استیشن ۴ منتشر شد. ناتی داگ همچنین به‌دلیل داشتن عادتی مبنی بر ساخت فقط یک مجموعه بازی در هر نسل کنسول معروف است. اما ناتی داگ بالاخره با پرده برداری از عنوان آخرین بازمانده از ما در جوایز بازی‌های ویدئویی اسپایک در دسامبر ۲۰۱۱، برای کنسول پلی‌استیشن ۳ سنت شکنی کرد. این بازی که توسط تیم دوم ناتی داگ ساخته شده، در تاریخ ۱۴ ژوئن ۲۰۱۳ در سرتاسر جهان منتشر شده‌است. قسمت دوم این بازی نیز تحت نام آخرین بازمانده از ما قسمت II در ژوئن ۲۰۲۰ برای کنسول پلی‌استیشن ۴ عرضه شد و بیشترین جوایز گوتی تاریخ را از منتقدان دریافت کرد.

## لیست بازی‌های ساخته شده

### به عنوان ناتی داگ
| بازی‌ها                                  | کنسول‌ها             | سال     | توضیحات                                                 |
| --------------------------------------- | ------------------- | ------- | ------------------------------------------------------- |
| کیف د تیف                               | اپل IIجی‌اس          | ۱۹۸۹    | اولین بازی ساخته شده توسط ناتی داگ                      |
| حلقه‌های قدرت                            | سگا مگا درایو       | ۱۹۹۱    | بازی توسط الکترونیک آرتس منتشر شد                       |
| راه جنگجو                               | ۳دی‌او               | ۱۹۹۴    |                                                         |
| کراش باندیکوت                           | پلی‌استیشن           | ۱۹۹۶    |                                                         |
| کراش باندیکوت ۲                         | پلی‌استیشن           | ۱۹۹۷    |                                                         |
| کراش باندیکوت ۳: کژیدگی                 | پلی‌استیشن           | ۱۹۹۸    |                                                         |
| کراش تیم ریسینگ                         | پلی‌استیشن           | ۱۹۹۹    | آخرین قسمت از سری کراش باندیکوت ساخته شده توسط ناتی داگ |
| جک و داکستر: میراث پیشروان              | پلی‌استیشن ۲         | ۲۰۰۱    | اولین بازی ساخته شده بعد از خریده شدن توسط سونی         |
| جک ۲                                    | پلی‌استیشن ۲         | ۲۰۰۳    |                                                         |
| جک ۳                                    | پلی‌استیشن ۲         | ۲۰۰۴    |                                                         |
| جک ایکس: مسابقه مبارزه‌ای                | پلی‌استیشن ۲         | ۲۰۰۵    | آخرین قسمت از سری جک و داکستر ساخته شده توسط ناتی داگ   |
| آنچارتد: اقبال دریک                     | پلی‌استیشن ۳         | ۲۰۰۷    |                                                         |
| آنچارتد ۲: درمیان دزدان                 | پلی‌استیشن ۳         | ۲۰۰۹    |                                                         |
| آنچارتد ۳: فریب دریک                    | پلی‌استیشن ۳         | ۲۰۱۱    |                                                         |
| مجموعه جک و داکستر                      | پلی‌استیشن ۳         | ۲۰۱۲    |                                                         |
| آخرین بازمانده از ما                    | پلی‌استیشن ۳         | ۲۰۱۳    |                                                         |
| آنچارتد ۴: عاقبت یک دزد                 | پلی‌استیشن ۴         | ۲۰۱۶    | آخرین قسمت از سری آنچارتد                               |
| آنچارتد: میراث گمشده                    | پلی‌استیشن ۴         | ۲۰۱۷    | بسته تکمیلی                                             |
| آخرین بازمانده از ما قسمت ۲             | پلی‌استیشن ۴         | ۲۰۲۰    |                                                         |
| آنچارتد: مجموعه میراث دزدان             | پلی استیشن ۵ ویندوز | ۲۰۲۲    | عناوین آنچارتد ۴ و میراث گمشده برای ویندوز              |
| آخرین بازمانده از ما، قسمت ۲ بازسازی‌شده | پلی استیشن ۵ ویندوز | ۲۰۲۴    |                                                         |
| میان‌کهکشانی: پیامبر مرتد                | پلی‌استیشن ۵         | به زودی |                                                         |